# Облої
Обло́ї — село в Україні, у Бехтерській сільській громаді Скадовського району Херсонської області. Населення становить 182 осіб. 24 лютого 2022 року село тимчасово окуповане російськими військами під час російсько-української війни.

## Населення
Згідно з переписом УРСР 1989 року чисельність наявного населення села становила 174 особи, з яких 80 чоловіків та 94 жінки.
За переписом населення України 2001 року в селі мешкало 179 осіб.

### Мова
Розподіл населення за рідною мовою за даними перепису 2001 року:
| Мова       | Відсоток |
| ---------- | -------- |
| українська | 78,02 %  |
| російська  | 6,04 %   |
| інші       | 15,94 %  |